# Diana McIntosh

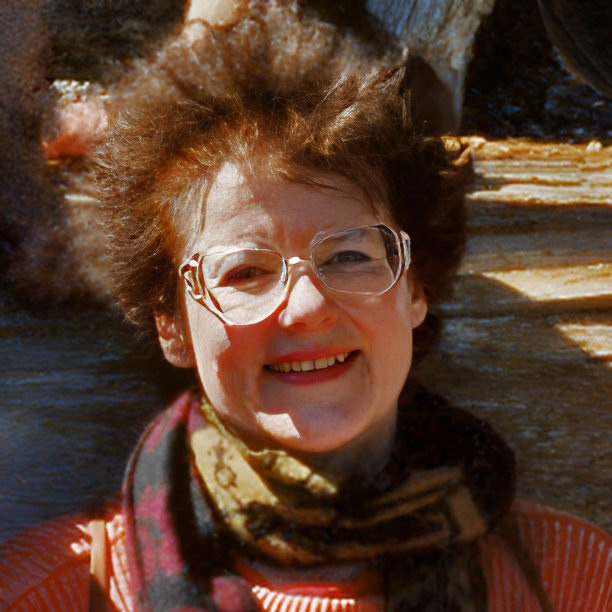
Diana McIntosh, Juli 1995

Diana Maud McIntosh, geborene Lowes (* 4. März 1932 in Calgary, Alberta; † 16. Dezember 2022) war eine kanadische Pianistin, Komponistin und Performancekünstlerin.

## Leben
McIntosh war Schülerin von Gladys Egbert in ihrer Heimatstadt, von Boris Roubakine am Royal Conservatory of Music, von Adele Marcus in der Summer Music School in Aspen/Colorado, von Alma Brock-Smith und Leonard Isaacs in Winnipeg und von Michael Colgrass in Toronto. Bis 1972 studierte sie an der School of Music der University of Manitoba, wo Robert Turner zu ihren Lehrern zählte. Anschließend gab sie dort sieben Jahre lang Kurse über die Musik kanadischer Komponisten, die sie als Klaviersolistin oder in Kammerensembles und unter Einbeziehung von visuellen Medien, Tanz und Theater vorstellte.
Daneben trat sie Klaviersolistin mit dem CBC Winnipeg Orchestra auf und gab Konzerte im Rundfunk und Fernsehen der CBC. Sie spielte die Uraufführung von Werken von Peter Allen, Norma Beecroft, Robert Daigneault, Alexina Louie, Marjan Mozetich, Boyd McDonald, Jean Papineau-Couture, Ann Southam, Robert Turner und John Winiarz. 1977 gründete sie Music Inter Alia, eine Veranstaltungsreihe, die sich der Aufführung zeitgenössischer, insbesondere kanadischer Musik widmete. In den 14 Jahren ihres Bestehens wurden in der Reihe fast 300 Werke aufgeführt, darunter 42 Auftragskompositionen kanadischer Musiker. Viele Aufführungen der Reihe wurden von der CBC übertragen; seit 1981 war die Veranstaltung mit einem Wettbewerb für junge Komponisten verbunden. Seit 1992 findet die Reihe unter dem Namen GroundSwell statt. Hier wirkte McIntosh als eine der künstlerischen Leiter und schließlich als Präsidentin.
Anfang der 1980er Jahre erhielt sie von Chris Hurley vom The Manitoba Puppet Theatre den Auftrag, eine Musik für das Puppenspiel Kiviuq nach der gleichnamigen Inuitlegende zu komponieren. 1985 entstand hieraus für das CBC Radio das Werk Kiviuq - An Inuit Legend. 1986 war McIntosh Composer in Residence des Festival of the Sound in Parry Sound, Ontario.
Regelmäßig trat McIntosh beim Winnipeg New Music Festival auf. Hier wurde 1990 ihr Soloprogramm Solitary Climb aufgeführt, bei dem sie neben dem Klavier auch Gegenstände einer Bergsteigerausrüstung als Musikinstrument verwendet. Ein weiteres Solowerk war Beryl Markham: Flying West with the Night, das 1995 uraufgeführt wurde. 2001 führte das Winnipeg Symphony Orchestra Through The Valley: Milgaard für Klavier, Erzähler und Orchester auf. Das Auftragswerk des Winnipeg Symphony Orchestra 9 Foot Clearance für Klavier und Orchester nahm an der Canadian Concerto Competition 2002 des Orchestre symphonique de Québec teil.
McIntosh gab Konzerte in Kanada, den USA, in Großbritannien, Frankreich, Portugal und anderen europäischen Staaten und unternahm 2002 eine dreiwöchige Tournee durch Kenia. Sie erhielt Kompositionsaufträge von Rivka Golani, Patricia Spencer, Beverley Johnston und Victor Schultz und arbeitete mehrfach mit der Choreographin Rachel Browne zusammen.

## Werke
- Eliptosonics für Sprecher, Klavier, Tonband und Dias, 1979
- Luminaries für Klavier und Flöte, 1979
- Sonograph für Rekorder, Oboe und Fagott, 1980
- Extensions für Klavier und Tonband, 1981
- Gulliver für Klavier und Rekorder, 1981
- Tea For Two At Whipsnade Zoo für Recorder und Tonband, 1982
- Gradatim Ad Summum für Klavier zu vier Händen, 1982
- A Different Point of View für Tonband und Diaprojektionen, 1982
- Kiviuq (for Puppet Theatre) für Tonband, 1982
- Doubletalk für Stimme und Tonband, 1983
- Aiby Aicy Aidyai für Kinderklavier, 1983
- Sound Assemblings für Klavier und Tonband, 1983
- Glorified Chicken Mousse für Klavier, Sprecher und Tonband, 1984
- Go Between für drei Klaviere und Tonband, 1984
- Four or Five For Four or Five für Rekorder, Oboe, Fagott, Cembalo und Schlagzeug, 1984
- Two New Minutes für Klavier, 1984
- To A New Year für Stimme, Schlagzeug und Tonband, 1985
- Zwei Pianola Mit Vistlen, Shtompen und Klappen für zwei Kinderklaviere, 1985
- Kiviuq - An Inuit Legend für elf Instrumente und Erzähler, 1985
- …and 8:30 In Newfoundland für Sprecher und Schlagzeug, 1986
- Channels für Klavier, 1986
- Tay Ploop für Klavier, Schlagzeug und Tonband, 1986
- Gut Reaction für Viola und Tonband, 1986
- Dual Control für zwei Klaviere, 1986
- Tongues Of Angels für Klavier, Sopran und Schlagzeug, 1986
- Solitary Climb für Klavier, Sprecher, Tonband und Videoprojektion, 1986
- User Friendly für Sopran und Kontrabass, 1987
- Playback für Klavier, Violine und Klarinette, 1987
- All In Good Time für Klavier und Tonband, 1988
- Shadowed Voices für Klavier, Sprecher und Schlagzeug, 1988
- Worlds Apart für Klavier, 1988
- Through Ancient Caverns für Klavier zu vier Händen, 1988
- Rôles Renversés für Klavier und Sopran, 1988
- Margins of Reality für Streichorchester, 1989
- Time Out für Klarinette, 1990
- Dance for Daedalus für Klavier und Altsaxophon, 1990
- Climb to Camp One für Klavier, 1990
- Points of View für Klavier, 1990
- Sampling the Communication Parameters in the Ambience of Structural Phrasing and Dynamics in Contemporary Music für Klavier und Sprecher, 1991
- The Arm of Dionysus für Violine und Tonband, 1991
- Imprints für Klavier, Oboe und Mezzosopran, 1991
- Nanuk für Klavier und Viola, 1991
- Patterns And Digressions für Flöte, Klarinette, Oboe, Horn und Fagott, 1991
- Braille For The Wind's Hand für Sopran, Mezzosopran, Bariton und Tonband, 1992
- McIntosh The Stein Way für Klavier, Schlagzeug, Sprecher und Tonband, 1992
- Dream Rite für Tonband, Stimme und Schlagzeug, 1992
- Murkings für Klavier, Schlagzeug und Stimme, 1993
- Processions für Klavier, 1993
- In A Sense für Klavier, Schlagzeug und Sprecher, 1994
- Beryl Markham-Flying West With the Night für Klavier, Sprecher und Tonband, 1995
- Courting the Muse für zwei Klaviere und von den Pianisten gesprochenen Text, 1995
- Nine-Foot Clearance für Klavier und Orchester, 1995
- The Mountain Gods für Klavier, Sprecher und Tonband, 1996
- Patterns für Sprecher und Tonband, 1996
- Slipping The Bonds - From Birds to Bondar für Klavier, Sprecher, Schlagzeug und Tonband, 1999
- Time And Again für Klavier, Flöte und Klarinette, 1999
- Through The Valley: Milgaard für Klavier, Tonband und Erzähler, 2001
- Wenkchemna für Flöte, Violine, Horn, Cello und zwei Erzähler, 2001
- Four On The Floor für vier Klaviere, Posaune, Trompete, Horn und zwei Schlagzeuger, 2002
- She Had Some Horses für Cello, Schlagzeug, Tonband und Erzähler, 2002
- The Wiwaxy Ledges für Klavier, Sprecher und Tonband, 2002
- From Wapta Ice für Klavier, Tonband und Sprecher, 2003
- Moments ago für Klavier und Violine, 2003
- Uhuru Kamili für Klavier und Schlagzeug, 2003
- Psalm 46 für Chor und Orgel, 2003
- That Damned Elusive Muse of Mine für Klavier, Schlagzeug, elektronische Klänge und Sprecher, 2004
- From A Dark Journey für Klavier, 2004
- Summit ridge für Klavier und Tonband, 2005
- Approaching Kilimanjaro für Schlagzeug, Klavier und Streichquartett, 2005
- Bow Them away für Flötenchor, 2005
- In the beginning, mountains für Chor, Solosopran und Soloklarinette, 2005
- Fancy Free (or Pensés enfantine) für Cello, Schlagzeug und Sprecher, 2006
- All Too Consuming für Schlagzeug, Tonband und Sprecher, 2006
- Elephant Walk für Schlagzeug und Sprecher, 2006
- A Mir Prelude and Fugue, für Klavier, 2007
- A rose is a rose … für Klavier und Liveelektronik, 2007
- Porini, Porini! für Fagott, 2007